# فرا آنجلیکو
فرا آنجلیکو (ایتالیایی: Fra Angelico؛ زاده ۱۳۹۵ میلادی درگذشته ۱۸ فوریه ۱۴۵۵) یک نقاش اهل ایتالیا بود.